# الفوج الإسكتلندي

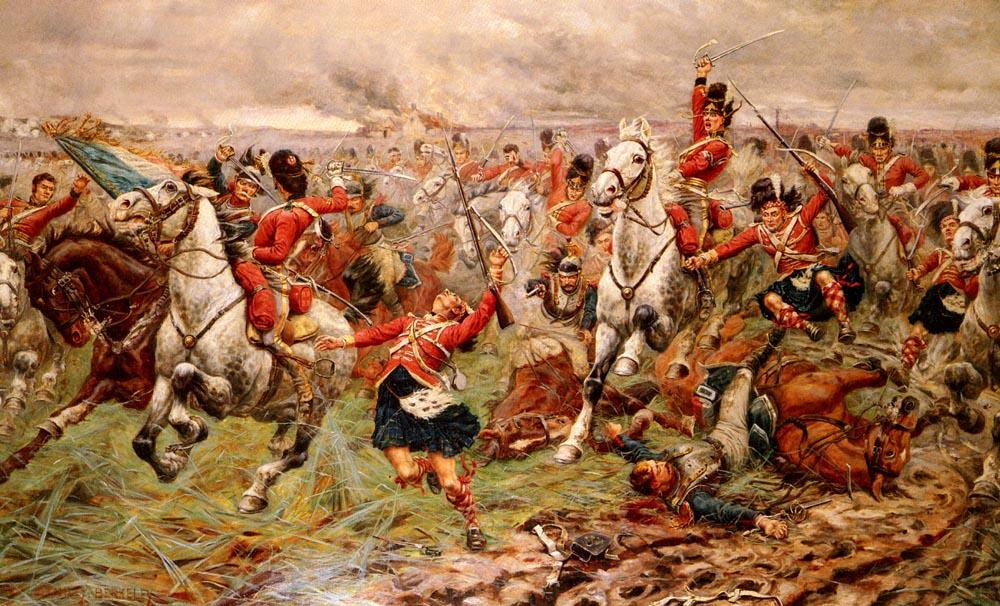
نسر الصف الفرنسي الخامس والأربعون الذي استولى عليه الأسكتلنديون الملكيون خلال معركة واترلو.

الفوج الإسكتلندي هو أي فوج (أو وحدة عسكرية مماثلة) كان له في وقت ما من تاريخه اسم يشير إلى إسكتلندا أو جزء منها، واعتمد عناصره قطعاً من اللباس الإسكتلندي. أُنشِئَت هذه الأفواج بعد قانونا الاتحاد عام 1707 بين إنجلترا وإسكتلندا، إما تخدم بريطانيا بشكل مباشر خلال حروبها المختلفة، أو كجزء من المؤسسات العسكرية لدول الكومنولث. لم تعد «إسكتلنديتهم» بالضرورة ناتجة عن التجنيد في إسكتلندا ولا أي نسبة من أعضاء من أصل إسكتلندي. بطبعها زرعت الأفواج الإسكتلندية سمعة الشراسة الاستثنائية في القتال وغالبًا ما تُمنح صورًا رومانسية في وسائل الإعلام الشعبية. داخل إسكتلندا نفسها، لم تتبنى أفواج الأراضي المنخفضة الإسكتلندية الزي الرسمي «الإسكتلندي» المميز (تحديدًا المرتفعات الإسكتلندية) حتى أواخر العصر الفيكتوري وحتى ذلك الحين، لم يتم اعتماد التنورة، ذلك الجانب الأكثر تميزًا لجندي المرتفعات، بالجملة.